# Dikodougou
Dikodougou  è una città, sottoprefettura e comune della Costa d'Avorio, situata nella regione di Poro. È capoluogo dell'omonimo dipartimento e conta una popolazione di 39 567 abitanti (censimento 2014).